# Aminata Traoré
Aminata Dramane Traoré (Bamaco, 1947) é uma ativista anti-globalização, e de direitos, e escritora do Mali. Foi ministra da Cultura e candidata à Presidência do Mali.

## Vida e educação
Nascida na capital do Mali em 1947, em uma família modesta, Traoré estudou na Maginot School e continuou sua educação na Universidade de Caen, na França. Possui doutorado em psicologia social e graduação em psicopatologia. Como cientista social, lecionou no Instituto de Etnosociologia da Universidade de Abijã, na Costa do Marfim, e trabalhou para várias organizações, nacional e internacionalmente.

## Carreira
Foi nomeada Ministra da Cultura e Turismo do Mali no governo de Alpha Oumar Konaré, cargo que ocupou entre 1997 e 2000, ano em que renunciou afirmando que desejava manter sua liberdade de expressão. Ela também atuou como coordenadora do Programa das Nações Unidas para o Desenvolvimento, coordenadora adjunta da Rede Internacional de Diversidade Cultural, foi responsável por organizar a convocação de Bamaco do Fórum Social Mundial em 2006, foi eleita para o Conselho de Administração do Inter Press Service em julho de 2005. Também é membro do comitê científico da IDEAS Foundation, um grupo de reflexão socialista espanhol. Traoré também trabalha como empreendedora - ela é dona de um restaurante de luxo e de uma pousada turística em Bamaco.

### Direito das mulheres
É uma critica da condição feminina na África. Denuncia que as mulheres adoecem por falta de recursos para obter remédios, morrem ao nascer e são obrigadas a ter maridos e que o trabalho está acima da educação básica. Defende que seja dada maiores oportunidades de ir à escolas.

### CompromissoAltermundista
Militante antiglobalização, ele é crítica proeminente das políticas econômicas dos estados mais desenvolvidos, na África e em outras partes do mundo; se comprometeu com a luta contra o liberalismo, que considera responsável por manter a pobreza no Mali e na África em geral. Traoré argumenta que os governos africanos seguem as regras dos países ocidentais, que dão origem aos "planos e programas de banqueiros internacionais e das grandes potências do Norte", levam a população à pobreza e geram fenômenos de violência e emigração para a Europa entre a população mais jovem.